# Мальвина (персонаж)
Мальви́на — персонаж книги А. Н. Толстого «Золотой ключик, или Приключения Буратино» (1936), кукла с голубыми волосами и фарфоровой головой.
Мальвина — это «девочка с кудрявыми голубыми волосами», «самая красивая кукла из кукольного театра сеньора Карабаса Барабаса», у неё фарфоровая голова и туловище, набитое ватой.
Мальвина сбегает от жестокого Карабаса Барабаса в лес и живёт в нём до встречи с Буратино. О ней заботится всё живое, что обитает в лесу: «звери, птицы, и некоторые из насекомых очень полюбили её, — должно быть, потому, что она была воспитанная и кроткая девочка… Звери снабжали её всем необходимым для жизни».
Главными спутниками Мальвины являются её телохранитель, пудель Артемон, и влюблённый в неё поэт Пьеро.

## Имя
Мальвина — распространённое имя в русской романтической поэзии. Оно часто встречается у В. Жуковского, К. Батюшкова, А. Пушкина. Популярность это имя обрело благодаря знаменитой мистификации XVIII века — поэмам Оссиана, легендарного кельтского барда III века. Мальвина была подругой погибшего сына Оссиана и спутницей барда в старости. Из поэзии это имя постепенно перешло в романсы. Толстой назвал свою героиню именем, которое уже было на слуху у русского читателя.

## Прототип
Прообразом Мальвины является персонаж из книги Карло Коллоди «Приключения Пиноккио» — добрая фея, «жившая на опушке леса, уже больше тысячи лет», «красивая девочка с волосами цвета лазурнейшей голубизны». Когда Пиноккио сбегает от неё, Фея от огорчения покидает полянку, поставив на ней надгробный камень, будто она умерла. Но при их новой встрече он видит её уже взрослой женщиной, «которая, пожалуй, могла бы быть его матерью».
Также в образе Мальвины прослеживаются черты Коломбины — традиционного персонажа итальянской комедии масок. В образе Коломбины постоянно подчеркивались красивая внешность, а также честность, порядочность и всегда хорошее настроение. Следуя итальянскому прототипу, в Мальвину также влюблён меланхоличный поэт Пьеро.
Сам Толстой мог пародировать в ее образе Ольгу Книппер-Чехову, Марию Андрееву и Марию Бабанову.

## Заимствование образа другими авторами
В сказке Леонида Владимирского «Буратино в Изумрудном городе» работает в городе Тарабарске в театре «Молния», который возглавляет папа Карло.